# Vračev Gaj
Vračev Gaj (en serbe cyrillique : Врачев Гај ; en hongrois : Varázsliget) est une localité de Serbie située dans la province autonome de Voïvodine. Elle fait partie de la municipalité de Bela Crkva dans le district du Banat méridional. Au recensement de 2011, elle comptait 1 408 habitants.
Vračev Gaj est officiellement classé parmi les villages de Serbie.

## Démographie

### Évolution historique de la population
| 1948  | 1953  | 1961  | 1971  | 1981  | 1991  | 2002  | 2011  |
| ----- | ----- | ----- | ----- | ----- | ----- | ----- | ----- |
| 2 203 | 2 200 | 2 250 | 2 145 | 2 040 | 1 870 | 1 568 | 1 408 |

|  |

## Tourisme

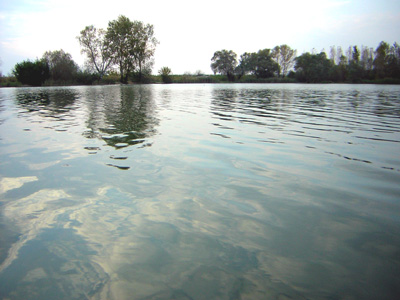
Le lac de Vračev Gaj

Le village est situé à proximité d'un lac qui porte le même nom que lui, le lac de Vračev Gaj.